# ثيون (قمر)
ثيون (بالإنجليزية: Thyone)‏ المعروف أيضاً باسم المشتري التاسع والعشرين (بالإنجليزية: Jupiter XXIX)‏ ، هو قمر طبيعي غير نظامي يتحرك بحركة تراجعية تابع لكوكب المشتري.
و ينتمي هذا القمر إلى مجموعة أنانك التي يعتقد أنها بقايا تفكك شمسي حيث أن جميعها بالتالي لها أصل مشترك.

## اكتشافه
تم اكتشافه من قبل فريق من علماء الفلك من جامعة هاواي بقيادة سكوت شيبارد في عام 2001 للميلاد عبر صور تم التقاطها في عام 2003، وتمت تسميته حينها مؤقتاً S/2001 J 2.

## خصائصه
يدور هذا القمر حول كوكب المشتري على مسافة متوسطة تبلغ 21,406 ميغامتر في 639.803 يوماً، بزاوية ميل يبلغ قدرها 147.28 درجة في اتجاه (° 146.93 من خط الاستواء في المشتري) حسب مسير الشمس مع شذوذ مداري يبلغ قدره 0.2526.
يبلغ قطر هذا القمر حوالي 4 كيلومترات.